# الگوی فرمان
الگوی فرمان (انگلیسی: Command pattern) یا الگوی دستور، از الگوهای طراحی رفتاری در برنامه‌نویسی شیءگرا است، که در آن از یک شیء به‌منظور نهان‌سازی اطلاعات مورد نیاز برای انجام یک عمل یا اجرای رویدادی در زمان آینده، استفاده می‌شود. این اطلاعات شامل؛ نام روش، شیء مالک روش و مقادیر پارامترهای مربوط به روش می‌باشد. بخش‌های مرتبط با الگوی فرمان اغلب از چهار بخش؛ دستور فرمان، گیرنده فرمان، معرف فرمان و کاربر تشکیل می‌شود.
اصول اصلی الگوی فرمان عبارتند از:
۱. جداسازی سطح بالا از سطح پایین: این طرح اجازه می‌دهد تا درخواست‌های مختلف را از سطح بالای برنامه جدا کنید و به عنوان یک شیء قابل استفاده در سطح پایین استفاده کنید.
۲. تعمیم‌پذیری: این طرح به شما امکان می‌دهد تا درخواست‌های جدید را به راحتی به برنامه اضافه کنید بدون اینکه بخش‌های دیگر را تغییر دهید.
۳. قابلیت تاریخچه‌گیری: با استفاده از این طرح، می‌توانید درخواست‌های انجام شده را ذخیره کنید و به آن‌ها دسترسی داشته باشید.